# Bear Seamount

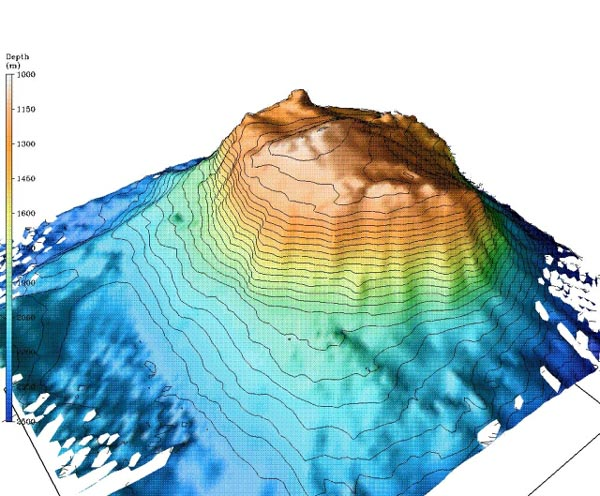
Batimetria del Bear Seamount

Il Bear Seamount è un guyot, cioè un vulcano sottomarino con la sommità piatta, che fa parte della catena sottomarina dei New England Seamounts, situata nella parte nordoccidentale dell'Oceano Atlantico.
È il più vecchio dei vulcani della catena dei New England Seamounts, che è stata in attività più di 100 milioni di anni fa e si è formata quando la placca nordamericana si è mossa verso il punto caldo del New England. Si trova all'interno del Northeast Canyons and Seamounts Marine National Monument, proclamato dal Presidente degli Stati Uniti d'America Barack Obama per proteggere la biodiversità dell'area.

## Formazione
Il Bear Seamount è il primo guyot di una catena di una trentina di vulcani sottomarini estinti che si estende in linea retta in direzione sudest dalla'estremità della piattaforma continentale nei pressi di Woods Hole, nel Massachusetts, fino alla sezione nordorientale delle isole Bermuda. 
I seamount si sono formati in seguito al movimento del punto caldo, che si trova ora al di sotto del Great Meteor. La catena si innalza di circa 4000 m al di sopra del fondale della piana abissale di Sohm. Nel corso del tempo i vulcani sono stati erosi fino ad avere una sommità piatta circondata da pendii con pendenze fino a 20°. 
Le correnti marine nelle vicinanze del Bear includono la calda corrente del Golfo che fluisce in superficie verso nordest, la corrente di profondità che fluisce verso sudovest lungo il margine della piattaforma continentale, e in profondità la fredda acqua di fondo dell'Oceano antartico che scorre al di là del fianco inferiore della catena.
Il Bear Seamount si innalza tra 2000 e 3000 m al di sopra del fondale oceanico e la sua sommità appiattita si trova circa 1100 m al di sotto della superficie del mare. La sommità è ricoperta da uno spesso strato di sedimenti dai quali sbucano rocce basaltiche e massi erratici. Parte di questo materiale è probabilmente precipitato dall'alto, trasportato dagli iceberg che si andavano alla deriva verso sud durante il Pleistocene.